# Bronelle
Bronelle is een gehucht in het Franse departement Meuse in de gemeente Brouennes aan de Rue des Lilas die Brouennes met Stenay verbindt.